# Mount Webster (Marie-Byrd-Land)
Mount Webster ist ein markanter, vereinzelter und 1610 m hoher Berg im westantarktischen Marie-Byrd-Land. Im Transantarktischen Gebirge ragt er 5 km nördlich des Leverett-Gletschers und 19 km nordwestlich des Mount Beazley auf.
Der United States Geological Survey kartierte ihn anhand eigener Vermessungen und Luftaufnahmen der United States Navy aus den Jahren von 1960 bis 1963. Das Advisory Committee on Antarctic Names benannte ihn 1967 nach John B. Webster, Chirurg der Überwinterungsmannschaft auf der McMurdo-Station im Jahr 1962.